# Modello di Salop
I due modelli più conosciuti di concorrenza spaziale sono il modello di Hotelling della strada rettilinea e il modello di Steven Salop della strada circolare. Nei due casi, il modello è pure utilizzato per spiegare la posizione dei beni venduti nello spazio dei prodotti. Questo è d'altronde lo scopo principale del modello di Salop. Le n imprese sulla strada circolare diventano le n marche di prodotti venduti. Il modello di Salop è anche un esempio di oligopolio con prodotti differenziati.

## Il Modello

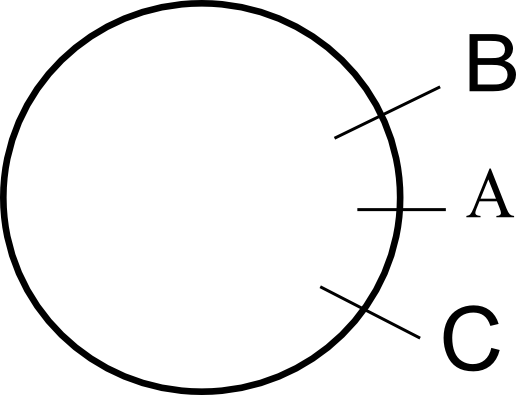
La strada circolare

Salop prende il caso di una strada circolare lunga L metri. Ci sono n negozi distribuiti in modo regolare lungo la strada. La distanza tra un negozio e i negozi vicini è dunque di L/n.
Il bene venduto è omogeneo e il costo è di c $ l'unità. I consumatori sono distribuiti uniformemente lungo la strada a ragione di un consumatore al metro. Ogni consumatore acquista un'unità di bene. La scelta del negozio dipende dal prezzo di vendita e dal costo di trasporto che è di t $ al metro. Si tratta dunque di un caso di oligopolio con dei beni differenziati poiché le spese di trasporto rendono differenti i beni venduti dai negozi.
Prendiamo il caso del negozio A (vedesi grafico). I suoi concorrenti sono il negozio B alla sua destra e il negozio C alla sua sinistra.
Se i prezzi sono identici, A avrà la metà dei consumatori che si trovano tra A e B e la metà di quelli che si trovano tra A e C. Nel caso generale, la ripartizione dei consumatori dipende dal prezzo fissato dal negozio.
Sia x la distanza tra A e un consumatore che si trova tra A e B. Questo consumatore sceglie indifferentemente il negozio A o B quando:
{\displaystyle p+tx={\bar {p}}+t({\frac {L}{n}}-x)}
dove {\displaystyle p} è il prezzo del bene venduto dal negozio rappresentativo A, {\displaystyle {\bar {p}}} quello degli altri negozi (B in questo caso) e {\displaystyle \vert p-{\bar {p}}\vert \leq t{\frac {L}{n}}}. Si ottiene:
{\displaystyle x={\frac {1}{2t}}[{\bar {p}}-p+{\frac {tL}{n}}]}
I clienti del negozio rappresentativo vengono da destra e da sinistra. La domanda sarà 2x e il profitto:
{\displaystyle \Pi ={\frac {1}{t}}[{\bar {p}}-p+{\frac {tL}{n}}](p-c)}
Il negozio fissa il prezzo che massimizza il suo profitto. La condizione di primo ordine è:
{\displaystyle {\frac {\partial \Pi }{\partial p}}={\frac {1}{t}}({\bar {p}}-p)+{\frac {L}{n}}-{\frac {1}{t}}(p-c)=0}
Tutti i negozi hanno i medesimi costi e le medesime domande. I prezzi saranno allora gli stessi. Applicando questo risultato all'equilibrio di Nash, si ottiene:
{\displaystyle {\bar {p}}=c+{\frac {tL}{n}}}
Un aumento dei costi di trasporto o una diminuzione del numero di negozi conducono ad un aumento del prezzo di equilibrio. Nel passato, i consumatori dovevano andare a piedi e allora c'erano numerosi negozi di beni alimentari.
Il numero di negozi a lungo termine dipende dall'ammontare dei costi fissi ({\displaystyle c_{o}}). A lungo termine il profitto è nullo:
{\displaystyle \Pi ={\frac {tL^{2}}{n^{2}}}-c_{o}=0}
e allora il numero di negozi sarà:
{\displaystyle n=L{\sqrt {\frac {t}{c_{o}}}}}
I costi fissi limitano il numero di imprese. Ci saranno più parrucchieri che dentisti. Inoltre, se i costi di trasporto aumentano, il numero di negozi aumenterà.
Il prezzo a lungo termine sarà:
{\displaystyle {\bar {p}}=c+{\sqrt {tc_{o}}}}
Un aumento dei costi di trasporto o dei costi fissi conducono ad un aumento del prezzo a lungo termine.

## Numero ottimale di negozi
Supponiamo che si cerchi il numero di negozi che minimizza i costi di trasporto dei consumatori. Quando i prezzi sono gli stessi (equilibrio di Nash), il costo di trasporto dei consumatori che vanno nel medesimo negozio è:
{\displaystyle 2\int _{o}^{L/2n}xdx={\frac {L^{2}}{4n^{2}}}}
Il costo totale per l'acquisto dei beni negli n negozi sarà dunque:
{\displaystyle n[c_{o}+c{\frac {L}{n}}+{\frac {tL^{2}}{4n^{2}}}]}
Il costo minimo è ottenuto quando:
{\displaystyle n={\frac {L}{2}}{\sqrt {\frac {t}{c_{o}}}}}
Abbiamo dunque la metà del numero di negozi a lungo termine in caso di oligopolio. Secondo il criterio del costo totale, ci sono troppi negozi o troppi prodotti a lungo termine.